# Critère de métrisabilité de Nagata-Smirnov
Le critère de métrisabilité de Nagata-Smirnov est un théorème de topologie qui affirme qu'un espace topologique est métrisable si (et seulement si) il est régulier et a une base dénombrablement localement finie. Il a été démontré indépendamment par Jun-iti Nagata (1950), Yu. M. Smirnov (de) (1951) et R. H. Bing (1951).
(Tout espace métrique E possède bien une base réunion dénombrable de familles Fn localement finies, chaque Fn étant obtenue en raffinant (par paracompacité) le recouvrement de E par toutes les boules ouvertes de rayon 1/n.)
On peut en déduire le théorème de métrisabilité de Smirnov : un espace est métrisable si (et seulement si) il est paracompact et localement métrisable. En effet, tout espace paracompact X est normal donc régulier, et s'il est de plus recouvert par des ouverts Ui admettant chacun une base Bi dénombrablement localement finie alors, en se ramenant (par raffinement) au cas où le recouvrement (Ui) est localement fini, la réunion des Bi est une base dénombrablement localement finie de X.